# Ineke Zeevenhooven-Koster
Ineke Zeevenhooven-Koster, née le 27 août 1943 à La Haye et morte le 9 mai 2010 à Rekem, est une joueuse de squash représentant les Pays-Bas. Elle est championne des Pays-Bas à cinq reprises entre 1975 et 1981.

## Palmarès

### Titres
- Championnats des Pays-Bas : 5 titres (1975, 1977-1979, 1981)